# 布田川、日奈久断层带

地震调查委员会发布的布田川 · 日奈久断层带的位置图

布田川·日奈久断層帯（日语：布田川・日奈久断層帯）是大致位于熊本县内与鹿儿岛县北部的两个活断层带的总称。两者加起来全长约101公里，是九州最长的断层。在2016年，这里发生了两次烈度达到日本气象厅震度中的最高震度——震度7的地震。

## 概述
布田川断层带从南阿苏村的阿苏山外轮山西侧斜面经益城町木山附近至宇土半岛前端，大致从东北东向西南西方向延伸，全长超过40公里。日奈久断层带在其北端与布田川断层带接壤，是通往八代海南部的活断层带，大致从东北向西南方向延伸，全长可能约81公里。两断层带在益城町木山附近相接，可区分为以下几段：
- 布田川断层带布田川区间：南阿苏村至益城町木山附近，长约19公里

- 布田川断层带宇土区间：益城町木山附近至宇土市中心部，长约20千米。

- 布田川断层带宇土半岛北岸区间：宇土市住吉町沿宇土半岛北岸至宇土半岛前端，长27千米以上。

- 日奈久断层带高野-白旗区间：益城町木山附近至宇城市丰野町山崎附近，长约16千米。

- 日奈久断层带日奈久区间：宇城市丰野町山崎至芦北町御立岬附近，长约407千米。

- 日奈久断层带八代海区间：御立岬附近至八代海南部，长约307千米。